# 棕雨燕
，是雨燕目雨燕科的一种鸟类。

## 特征
棕雨燕体重约9.11克，翼长约114.7毫米，嘴峰长约6.5毫米，喙宽度约3.5毫米，喙厚度约2.1毫米，跗蹠长约9.1毫米，尾长约59.9毫米。棕雨燕在其分布区内为留鸟，其栖息在密集的人工改造的环境中，食性为肉食性，主要食物来源是陆生无脊椎动物。

## 亚种
- ：分布于印度次大陆和斯里兰卡。
- ：分布于缅甸至印度支那、马来半岛、苏门答腊岛和婆罗洲岛。
- ：分布于爪哇和巴厘岛。
- ：分布于菲律宾群岛。[4]